# Gare de Petit-Cœur-La Léchère-les-Bains
La gare de Petit-Cœur-La Léchère-les-Bains est une ancienne gare ferroviaire française de la ligne de la Tarentaise, située sur le territoire de la commune française de La Léchère, dans l'ancienne commune de Petit-Cœur, dans le département de la Savoie, en région Auvergne-Rhône-Alpes.
Elle est fermée au trafic voyageurs le 12 décembre 2010,.

## Situation ferroviaire

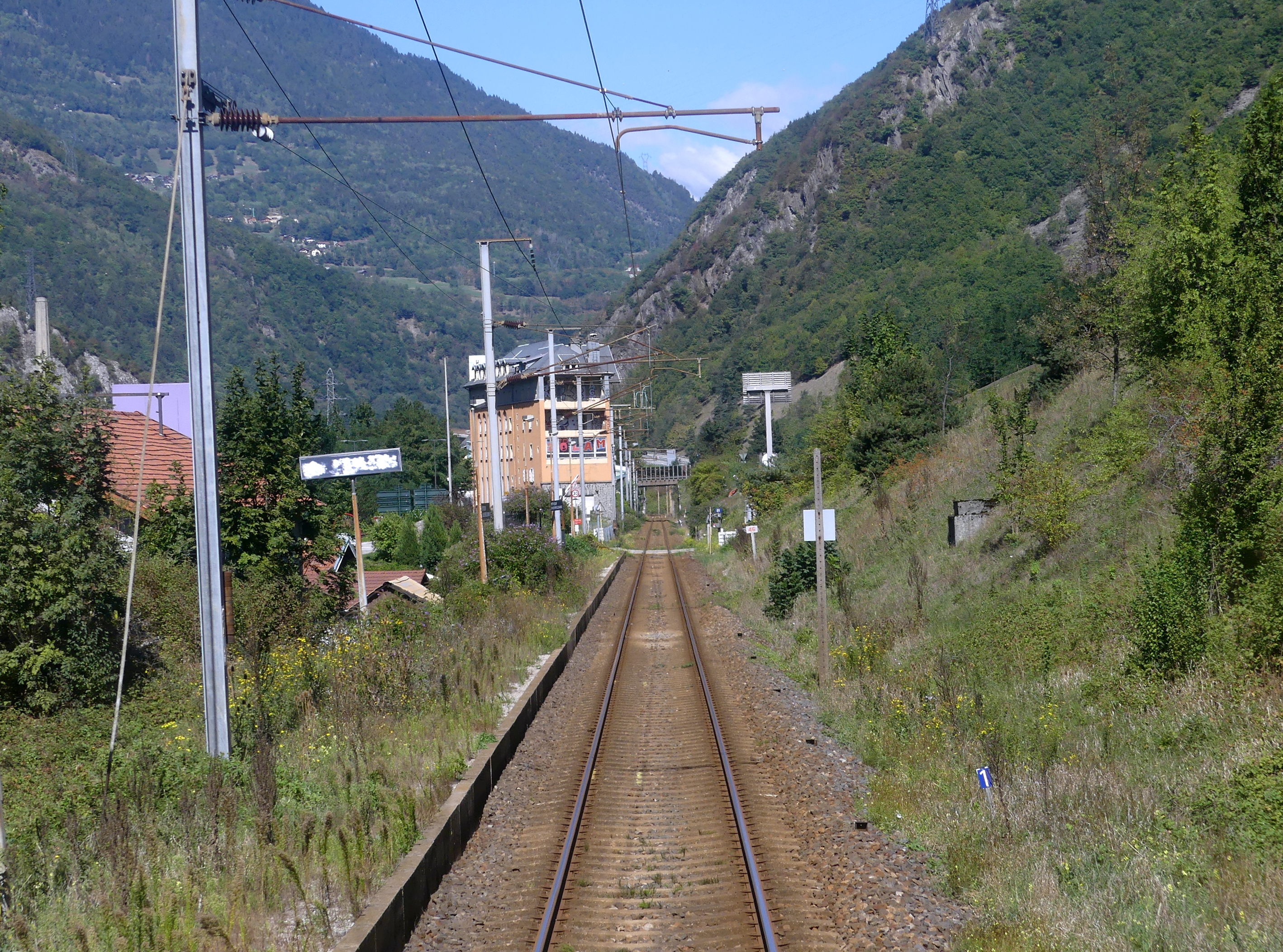
L'ancienne gare, côté Albertville.

Établie à 445 mètres d’altitude, la gare de Petit-Cœur-La Léchère-les-Bains est située au point kilométrique 45,950 de la ligne de la Tarentaise, entre la gare ouverte de Notre-Dame-de-Briançon (en direction de Saint-Pierre-d'Albigny) et la gare fermée d'Aigueblanche (en direction de Bourg-Saint-Maurice).
Elle est dotée d'une seule voie bordée par un quai latéral.

## Histoire
La gare est ouverte le 6 juin 1893 en même temps que le tronçon d'Albertville à Moûtiers - Salins - Brides-les-Bains de la ligne de la Tarentaise. Elle est fermée au trafic voyageurs après plus d'un siècle d’activités pour la mise en place de l'horaire 2011 le 12 décembre 2011,.

## Service des voyageurs

### Accueil

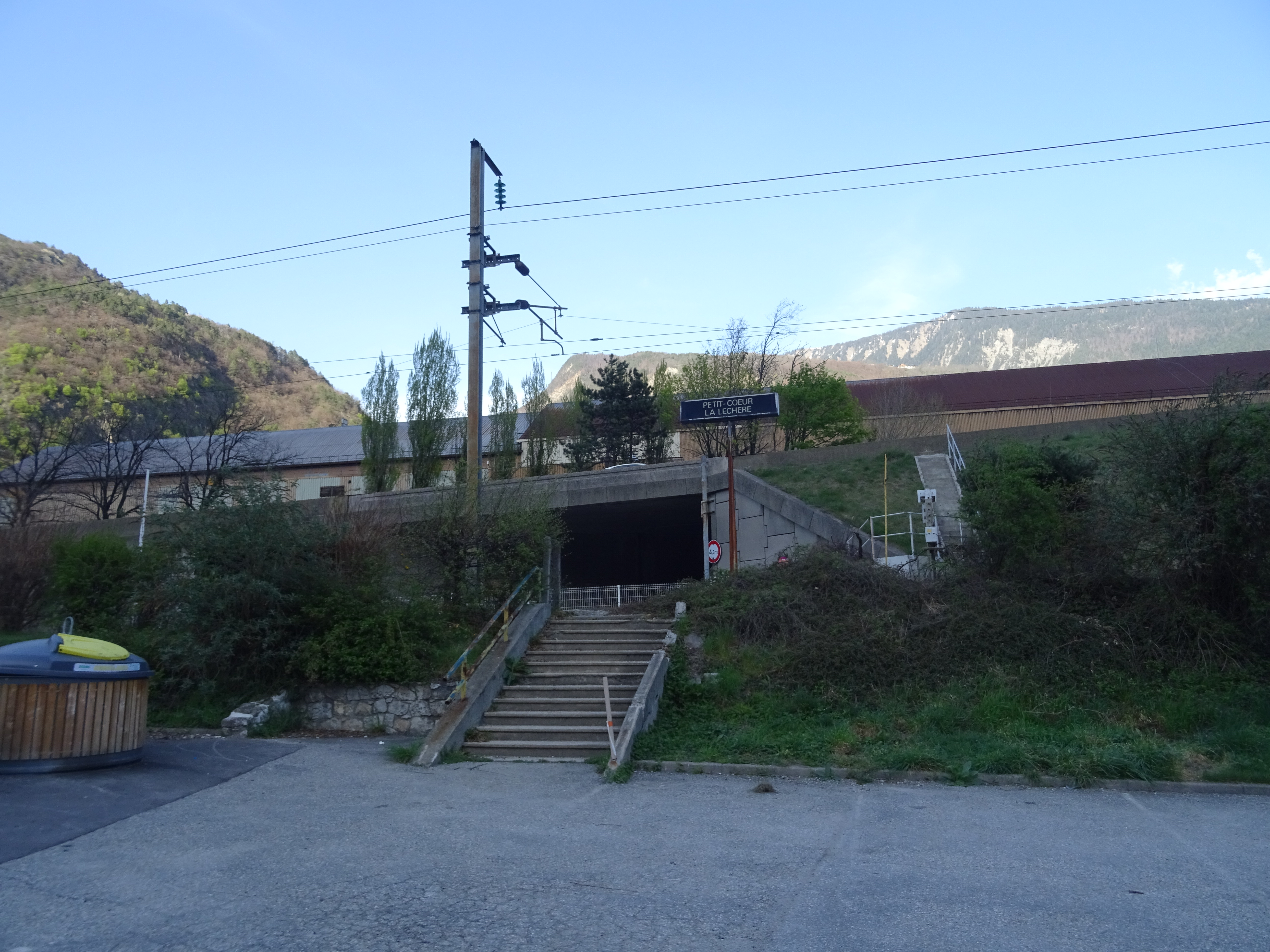
L'entrée de la gare en 04 2022.

Ancienne halte ouverte aux voyageurs, la gare n'est composée que d'un simple quai accessible depuis la voirie par un escalier.
On y trouve un abri de quai pour le confort des voyageurs en attendant leur train,.

### Desserte
La gare était anciennement desservie par des trains TER Rhône-Alpes circulant sur la ligne de la Tarentaise.

### Intermodalité

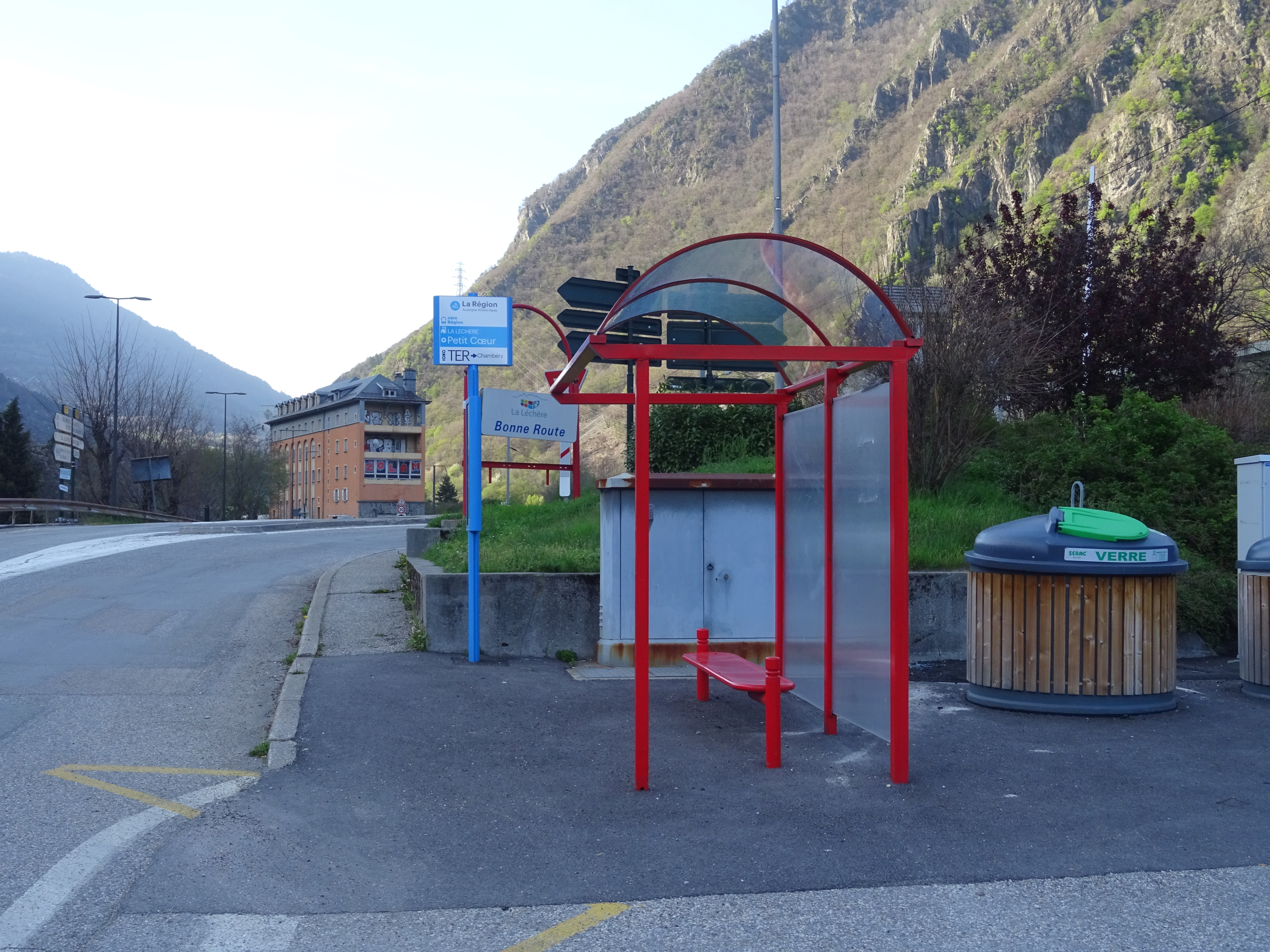
L'arrêt des autocars TER en direction d'Albertville.

La gare de Petit-Cœur-La Léchère-les-Bains est en correspondance avec la ligne d'autocars TER Auvergne-Rhône-Alpes reliant les gares de Moûtiers - Salins - Brides-les-Bains et d'Albertville. Ce service s'arrête au niveau d'un arrêt situé au pied de la gare.